# Fed Cup 2012 – blok C 1. skupiny zóny Evropy a Afriky
Blok C 1. skupiny zóny Evropy a Afriky Fed Cupu 2012 představoval jednu ze čtyř podskupin 1. skupiny. Hrálo se mezi 1. až 4. únorem v areálu Municipal Tennis Club izraelského Ejlatu venku na dvorcích s tvrdým povrchem. 
Čtyři týmy se utkaly ve vzájemných zápasech. Vítěz sehrál zápas s vítězem bloku A o účast v baráži Světové skupiny II pro rok 2013. Družstvo z druhého místa se střetlo s druhým z bloku A o konečné 5. až 8. místo 1. skupiny. Izrael, jenž se v bloku umístil na třetí příčce skončil na celkovém 11. místě zóny. Čtvrtý v klasifikaci nastoupil k zápasu o udržení s posledním z bloku A. Poražený pak sestoupil do 2. skupiny zóny pro rok 2013.

## Blok C
|     |                | Nizozemsko | Velká Británie | Izraele | Portugalsko | Zápasy V/P | Sety V/P | Hry V/P | Pořadí |
| 23. | Nizozemsko     |            | 1–2            | 1–2     | 1–2         | 0–3        | 9–13     | 105–112 | 4.     |
| 26. | Velká Británie | 2–1        |                | 3–0     | 3–0         | 3–0        | 17–2     | 112–47  | 1.     |
| 36. | Izrael         | 2–1        | 0–3            |         | 1–2         | 1–2        | 7–14     | 81–106  | 3.     |
| 46. | Portugalsko    | 2–1        | 0–3            | 2–1     |             | 2–1        | 8–12     | 87–96   | 2.     |

- V/P – výhry/prohry

## Zápasy

### Nizozemsko vs. Izrael
| | Nizozemsko | 1 :                                                                         | 2    | Izrael |     |  |
| --- | ---------- | --------------------------------------------------------------------------- | ---- | ------ | --- |  |
| Municipal Tennis Club, Ejlat, Izrael 1. února 2012 tvrdý (venku) |            |                                                                             |      |        |     |  |
| \| \| \| \| 1. \| 2. \| 3. \| \| \| -- \| \| --------------------------------------------------------------------------- \| ---- \| ---- \| --- \| \| \| 1. \| \| Bibiane Schoofsová Julia Glušková \| 6 3 \| 7 5 \| \| \| \| 2. \| \| Michaëlla Krajiceková Šachar Pe'erová \| 7 5 \| 65 7 \| 1 6 \| \| \| 3. \| \| Michaëlla Krajiceková / Bibiane Schoofsová Julia Glušková / Šachar Pe'erová \| 63 7 \| 6 2 \| 3 6 \| \| \| \| \| \| \| \| \| \| \| \| \| \| \| \| \| \| \| \| \| \| \| \| \| \| \| \| \| \| \| \| \| \| \| \| \| \| \| \| \| \| |            |                                                                             |      |        |     |  |
| |            |                                                                             | 1.   | 2.     | 3.  |  |
| 1. |            | Bibiane Schoofsová Julia Glušková                                           | 6 3  | 7 5    |     |  |
| 2. |            | Michaëlla Krajiceková Šachar Pe'erová                                       | 7 5  | 65 7   | 1 6 |  |
| 3. |            | Michaëlla Krajiceková / Bibiane Schoofsová Julia Glušková / Šachar Pe'erová | 63 7 | 6 2    | 3 6 |  |
| |            |                                                                             |      |        |     |  |
| |            |                                                                             |      |        |     |  |
| |            |                                                                             |      |        |     |  |
| |            |                                                                             |      |        |     |  |
| |            |                                                                             |      |        |     |  |

### Velká Británie vs. Portugalsko
| | Velká Británie | 3 :                                                                                       | 0   | Portugalsko |    |  |
| --- | -------------- | ----------------------------------------------------------------------------------------- | --- | ----------- | -- |  |
| Municipal Tennis Club, Ejlat, Izrael 1. února 2012 tvrdý (venku) |                |                                                                                           |     |             |    |  |
| \| \| \| \| 1. \| 2. \| 3. \| \| \| -- \| \| ----------------------------------------------------------------------------------------- \| --- \| --- \| -- \| \| \| 1. \| \| Anne Keothavongová Maria João Köhlerová \| 6 3 \| 6 4 \| \| \| \| 2. \| \| Elena Baltachová Michelle Larcherová de Britová \| 6 2 \| 6 3 \| \| \| \| 3. \| \| Laura Robsonová / Heather Watsonová Maria João Köhlerová / Michelle Larcherová de Britová \| 7 5 \| 6 0 \| \| \| \| \| \| \| \| \| \| \| \| \| \| \| \| \| \| \| \| \| \| \| \| \| \| \| \| \| \| \| \| \| \| \| \| \| \| \| \| \| \| \| |                |                                                                                           |     |             |    |  |
| |                |                                                                                           | 1.  | 2.          | 3. |  |
| 1. |                | Anne Keothavongová Maria João Köhlerová                                                   | 6 3 | 6 4         |    |  |
| 2. |                | Elena Baltachová Michelle Larcherová de Britová                                           | 6 2 | 6 3         |    |  |
| 3. |                | Laura Robsonová / Heather Watsonová Maria João Köhlerová / Michelle Larcherová de Britová | 7 5 | 6 0         |    |  |
| |                |                                                                                           |     |             |    |  |
| |                |                                                                                           |     |             |    |  |
| |                |                                                                                           |     |             |    |  |
| |                |                                                                                           |     |             |    |  |
| |                |                                                                                           |     |             |    |  |

### Nizozemsko vs. Velká Británie
| | Nizozemsko | 1 :                                                                      | 2   | Velká Británie |     |  |
| --- | ---------- | ------------------------------------------------------------------------ | --- | -------------- | --- |  |
| Municipal Tennis Club, Ejlat, Izrael 2. února 2012 tvrdý (venku) |            |                                                                          |     |                |     |  |
| \| \| \| \| 1. \| 2. \| 3. \| \| \| -- \| \| ------------------------------------------------------------------------ \| --- \| ---- \| --- \| \| \| 1. \| \| Bibiane Schoofsová Anne Keothavongová \| 6 3 \| 63 7 \| 6 3 \| \| \| 2. \| \| Michaëlla Krajiceková Elena Baltachová \| 3 6 \| 3 6 \| \| \| \| 3. \| \| Kiki Bertensová / Bibiane Schoofsová Laura Robsonová / Heather Watsonová \| 5 7 \| 65 7 \| \| \| \| \| \| \| \| \| \| \| \| \| \| \| \| \| \| \| \| \| \| \| \| \| \| \| \| \| \| \| \| \| \| \| \| \| \| \| \| \| \| \| |            |                                                                          |     |                |     |  |
| |            |                                                                          | 1.  | 2.             | 3.  |  |
| 1. |            | Bibiane Schoofsová Anne Keothavongová                                    | 6 3 | 63 7           | 6 3 |  |
| 2. |            | Michaëlla Krajiceková Elena Baltachová                                   | 3 6 | 3 6            |     |  |
| 3. |            | Kiki Bertensová / Bibiane Schoofsová Laura Robsonová / Heather Watsonová | 5 7 | 65 7           |     |  |
| |            |                                                                          |     |                |     |  |
| |            |                                                                          |     |                |     |  |
| |            |                                                                          |     |                |     |  |
| |            |                                                                          |     |                |     |  |
| |            |                                                                          |     |                |     |  |

### Izrael vs. Portugalsko
| | Izrael | 1 :                                                                                    | 2   | Portugalsko |     |  |
| --- | ------ | -------------------------------------------------------------------------------------- | --- | ----------- | --- |  |
| Municipal Tennis Club, Ejlat, Izrael 2. února 2012 tvrdý (venku) |        |                                                                                        |     |             |     |  |
| \| \| \| \| 1. \| 2. \| 3. \| \| \| -- \| \| -------------------------------------------------------------------------------------- \| --- \| --- \| --- \| \| \| 1. \| \| Julia Glušková Maria João Köhlerová \| 6 2 \| 6 4 \| \| \| \| 2. \| \| Šachar Pe'erová Michelle Larcherová de Britová \| 1 6 \| 2 6 \| \| \| \| 3. \| \| Julia Glušková / Šachar Pe'erová Maria João Köhlerová / Michelle Larcherová de Britová \| 2 6 \| 6 4 \| 4 6 \| \| \| \| \| \| \| \| \| \| \| \| \| \| \| \| \| \| \| \| \| \| \| \| \| \| \| \| \| \| \| \| \| \| \| \| \| \| \| \| \| \| |        |                                                                                        |     |             |     |  |
| |        |                                                                                        | 1.  | 2.          | 3.  |  |
| 1. |        | Julia Glušková Maria João Köhlerová                                                    | 6 2 | 6 4         |     |  |
| 2. |        | Šachar Pe'erová Michelle Larcherová de Britová                                         | 1 6 | 2 6         |     |  |
| 3. |        | Julia Glušková / Šachar Pe'erová Maria João Köhlerová / Michelle Larcherová de Britová | 2 6 | 6 4         | 4 6 |  |
| |        |                                                                                        |     |             |     |  |
| |        |                                                                                        |     |             |     |  |
| |        |                                                                                        |     |             |     |  |
| |        |                                                                                        |     |             |     |  |
| |        |                                                                                        |     |             |     |  |

### Nizozemsko vs. Portugalsko
| | Nizozemsko | 1 :                                                                | 2   | Portugalsko |     |     |
| --- | ---------- | ------------------------------------------------------------------ | --- | ----------- | --- | --- |
| Municipal Tennis Club, Ejlat, Izrael 3. února 2012 tvrdý (venku) |            |                                                                    |     |             |     |     |
| \| \| \| \| 1. \| 2. \| 3. \| \| \| -- \| \| ------------------------------------------------------------------ \| --- \| --- \| --- \| --- \| \| 1. \| \| Bibiane Schoofsová Maria João Köhlerová \| 5 7 \| 6 4 \| 2 6 \| ová \| \| 2. \| \| Michaëlla Krajiceková Michelle Larcherová de Britová \| 1 6 \| 2 6 \| \| \| \| 3. \| \| Kiki Bertensová / Demi Schuurs Bárbara Luzová / Margarida Mouraová \| 6 3 \| 6 0 \| \| \| \| \| \| \| \| \| \| \| \| \| \| \| \| \| \| \| \| \| \| \| \| \| \| \| \| \| \| \| \| \| \| \| \| \| \| \| \| \| \| \| |            |                                                                    |     |             |     |     |
| |            |                                                                    | 1.  | 2.          | 3.  |     |
| 1. |            | Bibiane Schoofsová Maria João Köhlerová                            | 5 7 | 6 4         | 2 6 | ová |
| 2. |            | Michaëlla Krajiceková Michelle Larcherová de Britová               | 1 6 | 2 6         |     |     |
| 3. |            | Kiki Bertensová / Demi Schuurs Bárbara Luzová / Margarida Mouraová | 6 3 | 6 0         |     |     |
| |            |                                                                    |     |             |     |     |
| |            |                                                                    |     |             |     |     |
| |            |                                                                    |     |             |     |     |
| |            |                                                                    |     |             |     |     |
| |            |                                                                    |     |             |     |     |

### Izrael vs. Velká Británie
| | Izrael | 0 :                                                                | 3   | Velká Británie |    |  |
| --- | ------ | ------------------------------------------------------------------ | --- | -------------- | -- |  |
| Municipal Tennis Club, Ejlat, Izrael 3. února 2012 tvrdý (venku) |        |                                                                    |     |                |    |  |
| \| \| \| \| 1. \| 2. \| 3. \| \| \| -- \| \| ------------------------------------------------------------------ \| --- \| --- \| -- \| \| \| 1. \| \| Julia Glušková Anne Keothavongová \| 2 6 \| 1 6 \| \| \| \| 2. \| \| Šachar Pe'erová Elena Baltachová \| 4 6 \| 3 6 \| \| \| \| 3. \| \| Julia Glušková / Keren Šlomová Laura Robsonová / Heather Watsonová \| 2 6 \| 1 6 \| \| \| \| \| \| \| \| \| \| \| \| \| \| \| \| \| \| \| \| \| \| \| \| \| \| \| \| \| \| \| \| \| \| \| \| \| \| \| \| \| \| \| |        |                                                                    |     |                |    |  |
| |        |                                                                    | 1.  | 2.             | 3. |  |
| 1. |        | Julia Glušková Anne Keothavongová                                  | 2 6 | 1 6            |    |  |
| 2. |        | Šachar Pe'erová Elena Baltachová                                   | 4 6 | 3 6            |    |  |
| 3. |        | Julia Glušková / Keren Šlomová Laura Robsonová / Heather Watsonová | 2 6 | 1 6            |    |  |
| |        |                                                                    |     |                |    |  |
| |        |                                                                    |     |                |    |  |
| |        |                                                                    |     |                |    |  |
| |        |                                                                    |     |                |    |  |
| |        |                                                                    |     |                |    |  |